# Шунков, Владимир Петрович
Владимир Петрович Шунков (29 июля 1932 года, с. Бура Калганского района Читинской области, СССР — 3 октября 2011 года, Красноярск, Россия) — математик, награждён медалью ордена «За заслуги перед Отечеством» II степени, лауреат премии имени А. И. Мальцева.

## Биография
Родился 29 июля 1932 года в селе Бура Калгинского района Читинской области.
В 1952 году окончил среднюю школу, а в 1953 году поступил в Молотовский (сейчас это Пермский) университет.
Окончил университет в 1959 году и поступил там же в аспирантуру, научный руководитель — профессор С. Н. Черников.
В связи с переездом Черникова в Свердловск перевёлся в аспирантуру Уральского университета. Закончил её в 1962 году.
С 1975 года — работа в Институте вычислительного моделирования СО РАН (г. Красноярск).
Возглавлял (по совместительству) кафедру алгебры и математической логики КрасГУ и являлся профессором этой кафедры.
Умер 3 октября 2011 года в Красноярске.

### Научная и общественная деятельность
Один из ведущих специалистов в области локально конечных и периодических групп.
Автор более 100 научных работ и пяти монографий по теории групп.
Результаты его работ упоминаются в отчётах РАН за 1994 и 1996 годы.
Под его руководством защищены 18 кандидатских и 4 докторских диссертаций.
В 1997 году участвовал в работе Международной конференции по теории представлений конечных групп в Кембридже.
Член оргкомитета Международной конференции по теории групп, посвящённой памяти С.Н. Черникова (1997 год).
Член оргкомитета IV Международной алгебраической конференции, посвящённой памяти Ю.И. Мерзлякова, и Всесибирского конгресса, посвящённого памяти С.В. Ковалевской (2000 год).
Более двадцати лет — руководитель Красноярского городского алгебраического семинара.

## Награды
- Медаль ордена «За заслуги перед Отечеством» II степени (1999)
- Премия имени А. И. Мальцева (1994)